# آیلین دیتز
آیلین دیتز (انگلیسی: Eileen Dietz؛ زادهٔ ۱۱ ژانویه ۱۹۴۵) یک هنرپیشه اهل ایالات متحده آمریکا است.
شهرت او بیشتر به سببِ بازی در فیلم‌های ترسناک، از جمله ایفای نقشِ «روح خبیث» در فیلم «جن‌گیر» است.

## فیلم‌شناسی
- هالووین ۲ (۲۰۰۹)
- کنستانتین (۲۰۰۵)
- جن‌گیر (۱۹۶۷)
- خاطرات دیوید هولتزمن (۱۹۶۷)